# 細川忠雄
細川 忠雄（ほそかわ ただお、1909年11月20日 - 1969年11月29日）は、日本の新聞記者。

## 略歴
山梨県甲府市出身。東京外国語学校フランス語科卒。東京市役所勤務ののち、1939年読売新聞社に入社。ハノイ特派員、バンコク支局長などを経て、1946年論説委員となり、1955年から夕刊コラム「よみうり寸評」を担当した。日本エッセイスト・クラブ賞選考委員を務めた。

## 著書
- 『米海軍』木村書店 1944
- 『柱時計の音』文芸春秋新社 1961
- 『よみうり寸評』明啓社 1965
- 『毒舌ご免』雪華社 1966
- 『雑草一家』東都書房 1966
- 『続・よみうり寸評』明啓社 1967
- 『零落園春秋　よみうり寸評第三集』明啓社 1970